# Sīmīn
Sīmīn (persiska: سيمينِ اَبَرو, سيمينِ اَنجَلَس, سيمينِ اِبِرو, سيمين, Sīmīn-e Abarū, سیمین) är en ort i Iran.   Den ligger i provinsen Hamadan, i den nordvästra delen av landet, 280 km väster om huvudstaden Teheran. Sīmīn ligger 2 253 meter över havet och antalet invånare är 323.
Terrängen runt Sīmīn är kuperad åt nordost, men åt sydväst är den bergig. Runt Sīmīn är det ganska tätbefolkat, med 104 invånare per kvadratkilometer. Närmaste större samhälle är Āzādshahr, 12,1 km norr om Sīmīn. Trakten runt Sīmīn består i huvudsak av gräsmarker.